# Champions Cup and the Evert Cup 1996
Il Champions Cup and the Evert Cup 1996, conosciuto anche con il nome di Newsweek Champions Cup and the Evert Cup 1996 per ragioni di sponsorizzazione, è stato un torneo di tennis giocato sul cemento. È stata la 23ª edizione del Torneo di Indian Wells, che fa parte della categoria ATP Super 9 nell'ambito dell'ATP Tour 1996 e della Tier II nell'ambito del WTA Tour 1996. Sia il torneo maschile che quello femminile si sono giocati nell'impianto per il tennis del Grand Champions Hotel di Indian Wells, in California, dall'11 al 18 marzo 1996.

## Campioni

### Singolare maschile
Michael Chang ha battuto in finale  Paul Haarhuis con il punteggio di 7–5 6–1 6–1

### Singolare femminile
Steffi Graf ha battuto in finale  Conchita Martínez con il punteggio di 7–6 7–6

### Doppio maschile
Todd Woodbridge /  Mark Woodforde hanno battuto in finale  Brian MacPhie /  Michael Tebbutt con il punteggio di 1–6, 6–2, 6–2

### Doppio femminile
Chanda Rubin /  Brenda Schultz hanno battuto in finale  Julie Halard /  Nathalie Tauziat con il punteggio di 6–1, 6–4